# 100 mètres féminin aux Jeux olympiques d'été de 1972 (athlétisme)
Navigation
Mexico 1968 Montréal 1976
L'épreuve du 100 mètres féminin aux Jeux olympiques de 1972 s'est déroulée les 1er et 2 septembre 1972 au Stade olympique de Munich, en République fédérale d'Allemagne.  Elle est remportée par l'Est-allemande Renate Stecher qui établit en finale un nouveau record du monde en 11 s 07.

## Faits marquants
47 concurrentes représentant 33 nations participent à l'épreuve.
Les principales favorites étaient l'Est-allemande Renate Stecher, championne d'Europe en 1971, codétentrice du record du monde du 100 m en 11 s 0, et l'Australienne Raelene Boyle, qui avait remporté le 100 m aux Jeux du Commonwealth britannique de 1970. Par ailleurs deux autres sprinteuses avaient réalisé 11 s 0 en 1972, la Tchécoslovaque Eva Glesková et Ellen Stropahl. En revanche la Taïwanaise Chi Cheng (11 s 0 en 1970) était absente pour cause de blessure.
La Cubaine Silvia Chivás, âgée de 17 ans, produit les meilleurs temps des deux premiers tours avec successivement 11 s 18 et 11 s 22, tandis que Stropahl est éliminée en quart de finale.
En demi-finale, Stecher l'emporte nettement en 11 s 18, et Boyle bat Chivás d'un centième dans l'autre série.
Lors de la finale, Renate Stecher creuse l'écart après 20 m de course et franchit la ligne en 11 s 07, ce qui bat d'un centième les 11 s 08 réalisés par Wyomia Tyus en altitude en 1968 à Mexico. Boyle finit deuxième un centième devant Chivás, la première médaille olympique individuelle pour une Cubaine.

## Résultats

### Finale
| Rang               | Athlète          | Pays                 | Temps   | Notes |
| ------------------ | ---------------- | -------------------- | ------- | ----- |
| Médaille d'or      | Renate Stecher   | Allemagne de l'Est   | 11 s 07 | WR    |
| Médaille d'argent  | Raelene Boyle    | Australie            | 11 s 23 |       |
| Médaille de bronze | Silvia Chivás    | Cuba                 | 11 s 24 |       |
| 4                  | Iris Davis       | États-Unis           | 11 s 32 |       |
| 5                  | Annegret Richter | Allemagne de l'Ouest | 11 s 38 |       |
| 6                  | Alice Annum      | Ghana                | 11 s 41 |       |
| 7                  | Barbara Ferrell  | États-Unis           | 11 s 45 |       |
| 8                  | Eva Glesková     | Tchécoslovaquie      | 12 s 48 |       |

### Demi-finales
Les quatre premières de chaque demi-finale se qualifient pour la finale.

#### Série 1
| Rang | Athlète               | Pays                 | Temps   | Note |
| ---- | --------------------- | -------------------- | ------- | ---- |
| 1    | Renate Stecher        | Allemagne de l'Est   | 11 s 18 | Q    |
| 2    | Iris Davis            | États-Unis           | 11 s 36 | Q    |
| 3    | Eva Glesková          | Tchécoslovaquie      | 11 s 43 | Q    |
| 4    | Alice Annum           | Ghana                | 11 s 47 | Q    |
| 5    | Elfgard Schittenhelm  | Allemagne de l'Ouest | 11 s 49 |      |
| 6    | Carmen Valdés         | Cuba                 | 11 s 55 |      |
| 7    | Ingrid Mickler-Becker | Allemagne de l'Ouest | 11 s 68 |      |
| 8    | Rosie Allwood         | Jamaïque             | 11 s 71 |      |

#### Série 2
| Rang | Athlète           | Pays                 | Temps   | Note |
| ---- | ----------------- | -------------------- | ------- | ---- |
| 1    | Raelene Boyle     | Australie            | 11 s 32 | Q    |
| 2    | Silvia Chivás     | Cuba                 | 11 s 33 | Q    |
| 3    | Annegret Richter  | Allemagne de l'Ouest | 11 s 39 | Q    |
| 4    | Barbara Ferrell   | États-Unis           | 11 s 49 | Q    |
| 5    | Esther Shahamorov | Israël               | 11 s 49 |      |
| 6    | Irena Szewińska   | Pologne              | 11 s 54 |      |
| 7    | Andrea Lynch      | Grande-Bretagne      | 11 s 64 |      |
| 8    | Lyudmila Zharkova | Union soviétique     | 11 s 67 |      |

### Quarts de finale
Les quatre premières de chaque quart de finale passent en demi-finale.

#### 1erquart de finale
| Rang | Athlète           | Pays               | Temps   | Note |
| ---- | ----------------- | ------------------ | ------- | ---- |
| 1    | Silvia Chivás     | Cuba               | 11 s 22 | Q    |
| 2    | Raelene Boyle     | Australie          | 11 s 30 | Q    |
| 3    | Barbara Ferrell   | États-Unis         | 11 s 38 | Q    |
| 4    | Esther Shahamorov | Israël             | 11 s 46 | Q    |
| 5    | Ellen Stropahl    | Allemagne de l'Est | 11 s 48 |      |
| 6    | Anita Neil        | Grande-Bretagne    | 11 s 58 |      |
| 7    | Cecilia Molinari  | Italie             | 11 s 63 |      |
| 8    | Brenda Matthews   | Nouvelle-Zélande   | 11 s 87 |      |

#### 2equart de finale
| Rang | Athlète               | Pays                 | Temps   | Note |
| ---- | --------------------- | -------------------- | ------- | ---- |
| 1    | Renate Stecher        | Allemagne de l'Est   | 11 s 27 | Q    |
| 2    | Irena Szewińska       | Pologne              | 11 s 49 | Q    |
| 3    | Ingrid Mickler-Becker | Allemagne de l'Ouest | 11 s 52 | Q    |
| 4    | Rosie Allwood         | Jamaïque             | 11 s 52 | Q    |
| 5    | Sonia Lannaman        | Grande-Bretagne      | 11 s 72 |      |
| 6    | Pam Kilborn-Ryan      | Australie            | 11 s 85 |      |
| 7    | Hannah Afriyie        | Ghana                | 12 s 04 |      |
| 8    | Laura Nappi           | Italie               | 12 s 13 |      |

#### 3equart de finale
| Rang | Athlète          | Pays                 | Temps   | Note |
| ---- | ---------------- | -------------------- | ------- | ---- |
| 1    | Annegret Richter | Allemagne de l'Ouest | 11 s 33 | Q    |
| 2    | Eva Glesková     | Tchécoslovaquie      | 11 s 43 | Q    |
| 3    | Alice Annum      | Ghana                | 11 s 45 | Q    |
| 4    | Andrea Lynch     | Grande-Bretagne      | 11 s 57 | Q    |
| 5    | Sylviane Telliez | France               | 11 s 64 |      |
| 6    | Mattiline Render | États-Unis           | 11 s 67 |      |
| 7    | Marion Hoffman   | Australie            | 11 s 78 |      |
| 7    | Galina Bukharina | Union soviétique     | 11 s 81 |      |

#### 4equart de finale
| Rang | Athlète                     | Pays                 | Temps   | Note |
| ---- | --------------------------- | -------------------- | ------- | ---- |
| 1    | Iris Davis                  | États-Unis           | 11 s 27 | Q    |
| 2    | Elfgard Schittenhelm        | Allemagne de l'Ouest | 11 s 42 | Q    |
| 3    | Carmen Valdés               | Cuba                 | 11 s 46 | Q    |
| 4    | Lyudmila Zharkova           | Union soviétique     | 11 s 46 | Q    |
| 5    | Wilma van Gool-van den Berg | Pays-Bas             | 11 s 47 |      |
| 6    | Ivanka Valkova              | Bulgarie             | 11 s 48 |      |
| 7    | Evelin Kaufer               | Allemagne de l'Est   | 11 s 55 |      |
| 8    | Juana Mosquera              | Colombie             | 11 s 66 |      |

## Légende
Records et Performances
- AR : Record continental (area record)
- CR : Record des championnats (championship record)
- MR : Record du meeting (meet record)
- NR : Record national (national record)
- OR : Record olympique (olympic record)
- PR : Record paralympique (paralympic record)
- PB : Record personnel (personal best)
- SB : Meilleure performance personnelle de la saison (season's best)
- WL : Meilleure performance mondiale de l'année (world leader)
- WJR : Record du monde junior (world junior record)
- WR : Record du monde (world record)

Circonstances et Conditions
- DNF : N'a pas terminé (did not finish)
- DNS : N'a pas pris le départ (did not start)
- DQ : Disqualification (disqualification)
- NM : Aucun essai valable enregistré (No Mark)
- Q : Qualifié « directement » au prochain tour (ou à la prochaine compétition), lors d'une compétition majeure, grâce au classement ou à la réalisation des minima (automatic qualifier)
- q : Qualifié au prochain tour (ou à la prochaine compétition), lors d'une compétition majeure, grâce au repêchage ou à la réalisation de l'une des meilleures performances parmi celles des « non qualifiés directement » (grâce au meilleur temps ou à la meilleure distance par exemple) (secondary qualifier)